# Rein (religie)
In religies hebben de kwalificaties rein en onrein betrekking op de eerbaarheid van voedsel. Ook kunnen mensen als rein of onrein worden beschouwd ten aanzien van hun God. En ten slotte kunnen levenloze zaken onrein zijn, waarbij van belang is dat mensen die daarmee in aanraking komen, in specifieke gevallen zelf onrein worden. In situaties dat mensen onrein zijn, dienen zij zich te onthouden van bepaalde rituelen, zoals het gebed uit eerbied voor hun God, maar ook contact met anderen wordt waar mogelijk gemeden. Dit kan als teken van eerbied hun God opgevat worden, maar ook als eerbiediging van de ander en diens relatie met zijn God.
In het jodendom is de reinheid van voedsel vastgelegd in de zogenoemde spijswetten, bij hen de kasjroet genoemd. Voedsel dat hieraan voldoet noemt men koosjer. In de Halacha worden op basis van de 613 mitswot uit de Thora uitgewerkt.
Echter ook andere vormen van onreinheid worden beschreven. Vrouwen in het kraambed of tijdens de menstruatie evenals mannen na een zaaduitstorting.
Deze typen van reinheid, de reinigingsrituelen die ermee gepaard gaan en de termen als verontreinigd zijn of geraken, komen in verschillende hoedanigheden voor in de joodse wet en in de Koran. Ook voor mensen met een islamitische overtuiging gelden regels in relatie tot reine en onreine vormen van voedsel, respectievelijk aangeduid als halal en haram. Dit laatste heeft echter niet alleen de betekenissen rein en onrein, maar ook toegestaan en verboden. Onder het laatste verstaat men in die context ook zaken als overspel, gokken en moord.
Hoewel de woorden rein en onrein etymologisch een verband hebben met reinigen en andere woorden die een strekking dragen die een sterke relatie met hygiëne lijkt te hebben, is de relatie tussen hygiëne en de begrippen rein en onrein onterecht. Eerder hebben de begrippen in religieuze context een relatie met eer en eerbied, ten aanzien van God, of ten aanzien van andere personen of hun relatie met God. Deze relatie mag vaak niet op dezelfde wijze en even intensief als normaal tot uitdrukking worden gebracht door mensen die onrein zijn, iets dat kan ontstaan door aanraking van een andere onreine persoon of bijvoorbeeld diens kledingstukken. Een enkele maal zou het een en ander opgevat kunnen worden als bescherming tegen ziekten zoals (huid)vraat. Een dergelijke opvatting is echter deels of grotendeels beredeneerd vanuit de moderne kennis en opvattingen die aan het hedendaags denken inherent zijn.